# 張溍 (順治進士)
张溍（1621年—1678年），字上若、又字尚若，号庶常，直隸磁州（今河北省磁县）人，清初政治人物，进士出身。

## 生平
明末薊遼總督张镜心之子。清顺治三年，举顺天乡试。順治九年（1652年）壬辰科进士。改翰林院庶吉士。以母病归养，继连丁内外艰，服阕，赴补，又逢词林外转之命。卒于家，年五十八。

## 著作
有《澹宁集》十卷、《读书堂集》十卷、《读书堂杜工部诗集注解》二十二卷（康熙三十七年（1698）張氏讀書堂刻本，入四库全书）等。